# La Grande-duchesse de Gérolstein
Personnages
- La Grande-duchesse (mezzo-soprano)
- Fritz, simple soldat (puis général, baron de Vermout-wonbock-bier, comte d'Avallvintt-katt-chopp-Vergismein-nicht... et à nouveau simple soldat) (ténor)
- Wanda, sa fiancée (soprano)
- Le général Boum, général en chef des Armées (basse)
- Le baron Puck, précepteur de la Grande-duchesse (ténor)
- Le prince Paul, fiancé de la Grande-duchesse (ténor)
- Le baron Grog, précepteur du prince (baryton)
- Népomuc, aide de camp (ténor)
- Iza, demoiselle d'honneur (soprano)
- Charlotte, demoiselle d'honneur (mezzo-soprano)
- Olga, demoiselle d'honneur (soprano)
- Amélie, demoiselle d'honneur (mezzo-soprano)

Airs
- Ah que j'aime les militaires, La Grande-duchesse, acte I
- Voici le sabre de mon père, La Grande-duchesse, Fritz, chœurs, acte I
- Au diable la consigne, Fritz, Wanda, acte I
- Dites-lui, La Grande-duchesse, Fritz, acte II

La Grande-duchesse de Gérolstein est un opéra bouffe en trois actes et quatre tableaux de Jacques Offenbach, sur un livret d'Henri Meilhac et Ludovic Halévy, créé le 12 avril 1867 au théâtre des Variétés à Paris, durant l'Exposition universelle.

## Genèse

### Écriture
Dans une lettre du 22 juillet 1866, Jacques Offenbach écrit depuis Étretat à Ludovic Halévy, parlant du projet de La Grande-Duchesse de Gérolstein : « Il me faut (…) le 2ème acte des Variétés ; impossible d’y rien faire comme je l’ai ». L’ayant reçu, fin juillet 1866, toujours depuis Étretat, il écrit à ses deux librettistes un courrier assez cinglant détaillant les attentes qu'il a et les modifications qu'il souhaite voir.
Le 15 septembre 1866, Jacques Offenbach écrit à Ludovic Halévy : « Je suis très content, je te l’ai déjà dit, de vos vers ; il n’y a que le finale que je trouve maigre. D’abord, je vous ai demandé de me flanquer un peu d’angélus dans tout cela. Cela donne de la couleur, et puis peut-être, le chauffer d’une autre manière. Voyez cela. »
Le 24 novembre 1866, Le Figaro annonce la lecture avec les artistes des Variétés de la nouvelle pièce provisoirement nommée La Grande-Duchesse. Le 25 novembre 1866, ce même journal annonce que la pièce se répète sous le titre de La Chambre rouge.
Le 12 décembre 1866, Le Figaro annonce que Jacques Offenbach a livré la musique du 2e acte et qu’il part à Nice écrire le 3e acte pour revenir un mois plus tard pour « diriger les dernières répétitions de ce nouvel opéra-bouffe ».

### Négociations
Le 1er janvier 1867, Le Figaro annonce que la partition sera éditée par les éditeurs Brandus et Dufour,.
Le 16 mars 1867, Le Figaro aiguise la curiosité de ses lecteurs en annonçant un défilé de 18 musiciens militaires engagés pour les premier et troisième actes et le recrutement de 72 figurants au lieu des 24 prévus. Un peu plus tard, le 24 mars 1867, le quotidien annonce que Jacques Offenbach a demandé 12 tambours au lieu de 3 pour son défilé, le numéro du 27 mars 1867 annonce qu’il n’en a obtenu que 4.
Enfin, dans ce même numéro du 16 mars 1867, Le Figaro fait l’éloge du finale du deuxième acte : « Il faut citer surtout certain carillon de ma grand’mère, chanté en solo, puis repris en chœur, avec accompagnement de trompettes, cloches, timbres, etc., qui est assurément une des productions les plus originales d’Offenbach, et qui fera sensation. »
Dans cette même rubrique du 16 mars 1867, Jules Valentin fait connaître les prétentions de José Dupuis, le créateur de Fritz, qui demande 30 000 francs pour « tenir tous les jours son rôle très chargé de musique dans la nouvelle pièce » (environ 650 000 euros). Le 24 mars 1867, d’après Le Figaro, la question est toujours en négociation. Le numéro du 29 mars 1867 annonce que José Dupuis a obtenu « les 30 000 francs d’appointements réclamés » par an. M. Gerpré, doublure de ce premier ténor, a obtenu 6 000 francs par an, et Mme Gerpré, doublure de La Grande-Duchesse, 20 000 francs par an. Hortense Schneider étant rémunérée à hauteur de 4 500 francs par mois, soit 54 000 francs par an (environ 1 188 000 euros).

### Répétitions
Le 27 mars 1867, Le Figaro annonce la répétition des 4 actes avec orchestre et le souhait du directeur des Variétés de créer l’œuvre le 6 avril 1867.
Le 29 mars 1867, Le Figaro annonce le passage, difficile, de la pièce devant la censure. Le 30 mars 1867, Henri Meilhac et Ludovic Halévy font publier un courrier où ils assurent : « Nous n’avons au contraire qu’à nous louer – cette fois comme à l’ordinaire – de nos rapports avec MM. les membres de la commission d’examen. Nous sommes donc obligés de déclarer à l’avance que, si notre pièce ne réussit pas, ce sera notre faute et non la leur. »
Le 30 mars 1867, Le Figaro fait un compte-rendu de la fête organisée dans ses locaux, et raconte comment Jacques Offenbach, fin communicant, à la fin de la soirée « au lieu d’improviser [au piano] l’ouverture demandée, nous joua quelques morceaux choisis de la Grande Duchesse en répétition au théâtre des Variétés. »

### Reports
Le 3 avril 1867, Le Figaro annonce la création au samedi 6 avril 1867. Le théâtre fait relâche dès le 3 avril 1867. Le 6 avril 1867, Le Figaro annonce la première pour le jour-même. Le 7 avril 1867, Le Ménestrel note : « La Grande-Duchesse de Gérolstein n’a pu être donnée hier aux Variétés. Ce sera pour cette semaine. » Dans son édition du même jour, Le Figaro explique : « Tout est prêt, tout est su, tout présage un vrai succès, mais les artistes, à commencer par mademoiselle Schneider et Dupuis, ont besoin de se reposer avant de livrer cette bataille qui doit être une victoire. » Le 8 avril 1867, Le Figaro annonce « Mardi [9 avril 1867], la Grande duchesse de Gérolslein, trois actes et quatre tableaux, de MM. Meilhac, Halévy et Offenbach, aux Variétés ». Le 9 avril 1867, la création est repoussée au jeudi 11 avril en raison d’une « indisposition de Dupuis ». Cette indisposition étant « une forte grippe », la première est repoussée au vendredi 12 avril 1867.

## Création

### Créateurs
D'après le piano-chant publiée par Brandus et paru en 1867.
| Rôle                                            | Créateur (Théâtre des Variétés, 12 avril 1867) |
| ----------------------------------------------- | ---------------------------------------------- |
| La Grande-Duchesse                              | Hortense Schneider                             |
| Wanda, fiancée de Fritz                         | Émilie Garait                                  |
| Fritz, soldat                                   | José Dupuis                                    |
| Le baron Puck, précepteur de la Grande-Duchesse | Jean-Laurent Kopp                              |
| Le prince Paul                                  | Pierre-Eugène Grenier                          |
| Le général Boum                                 | Henri Couder                                   |
| Le baron Grog, diplomate                        | M. Baron                                       |
| Népomuc, aide de camp                           | M. Gardel                                      |
| Iza, première demoiselle d'honneur              | Mlle Legrand                                   |
| Olga, deuxième demoiselle d'honneur             | Mlle Morosini                                  |
| Amélie, troisième demoiselle d'honneur          | Mlle Véron                                     |
| Charlotte, quatrième demoiselle d'honneur       | Mlle Maucourt                                  |

### Costumes
Les costumes sont dessinés par Draner.

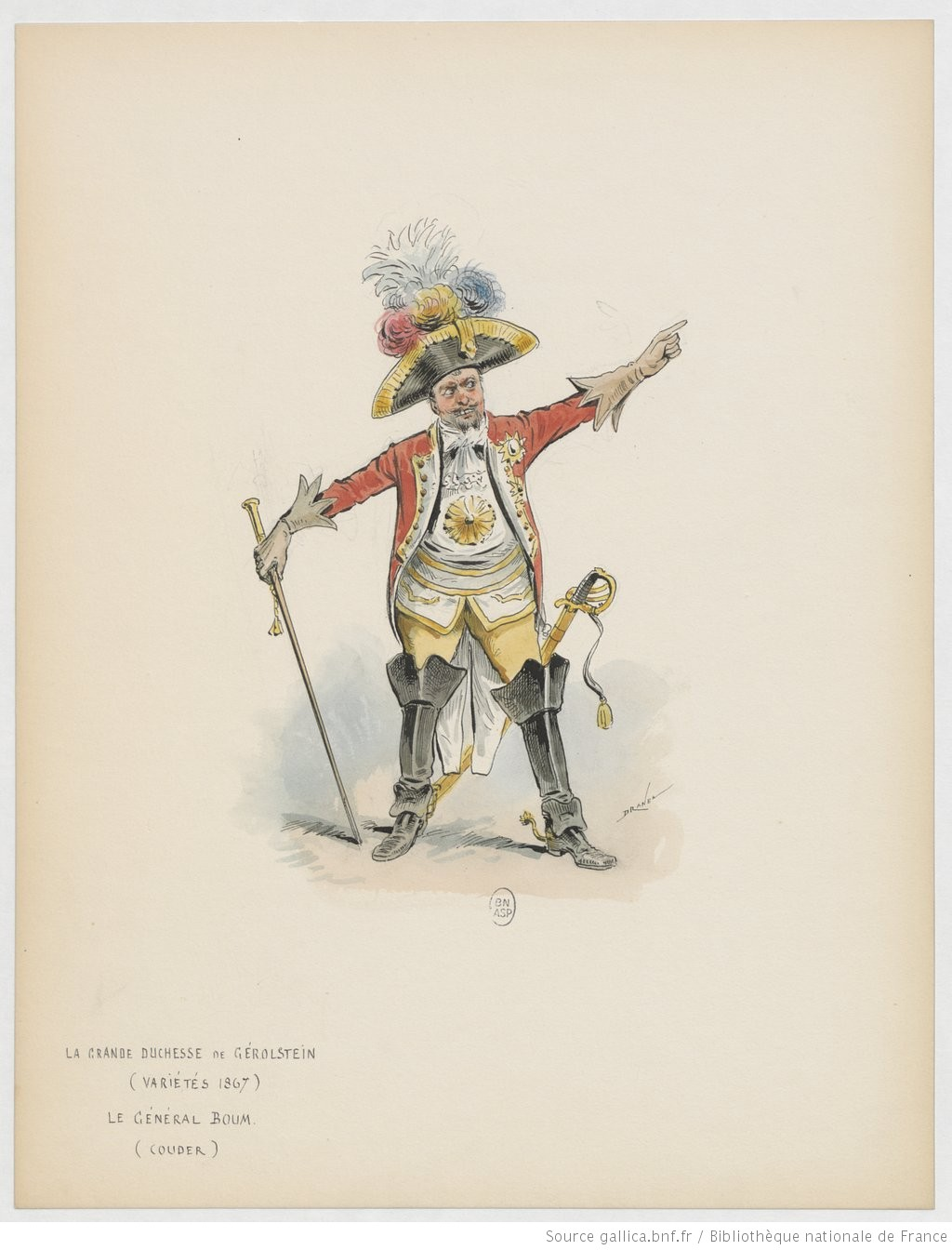
Boum
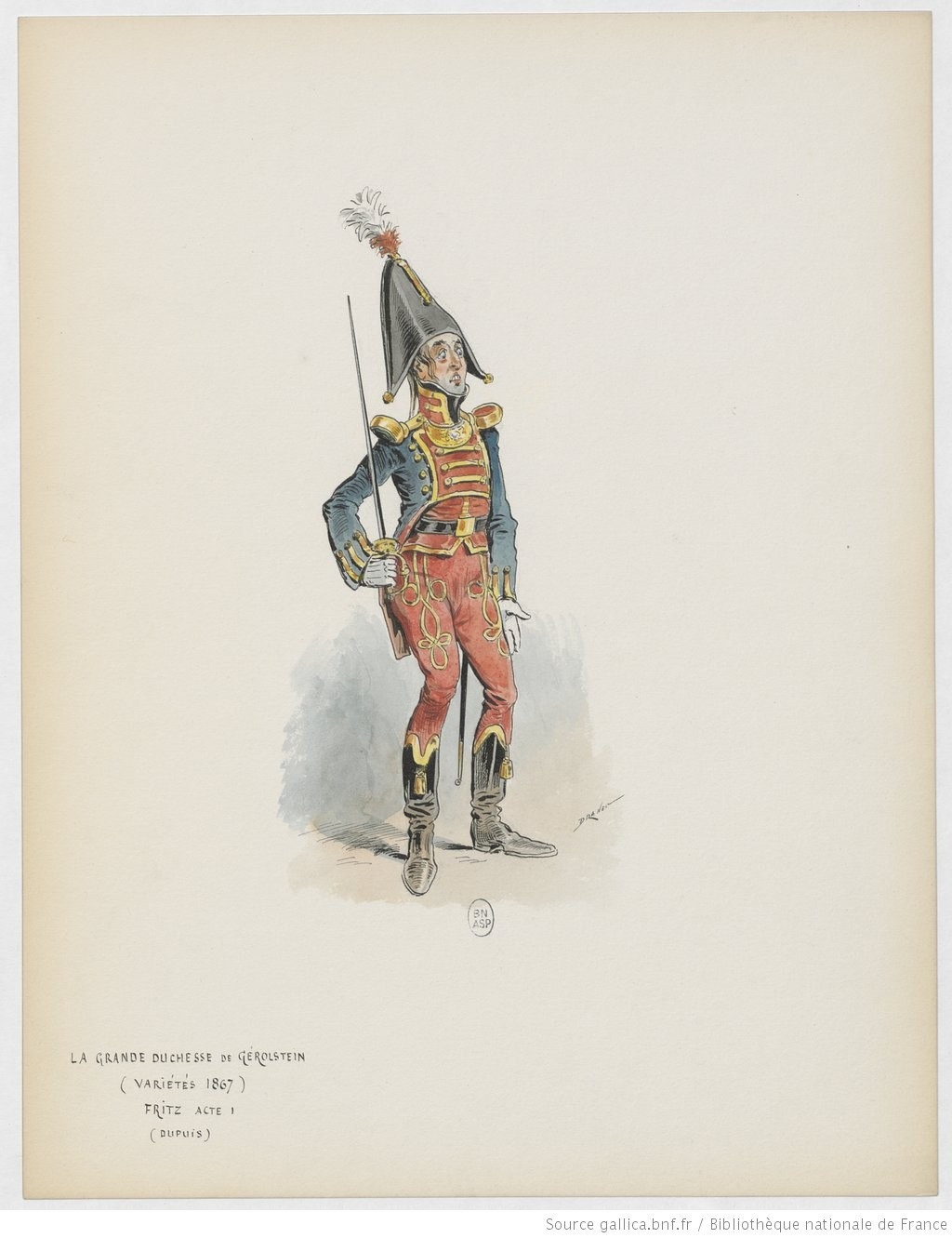
Fritz à l'acte I
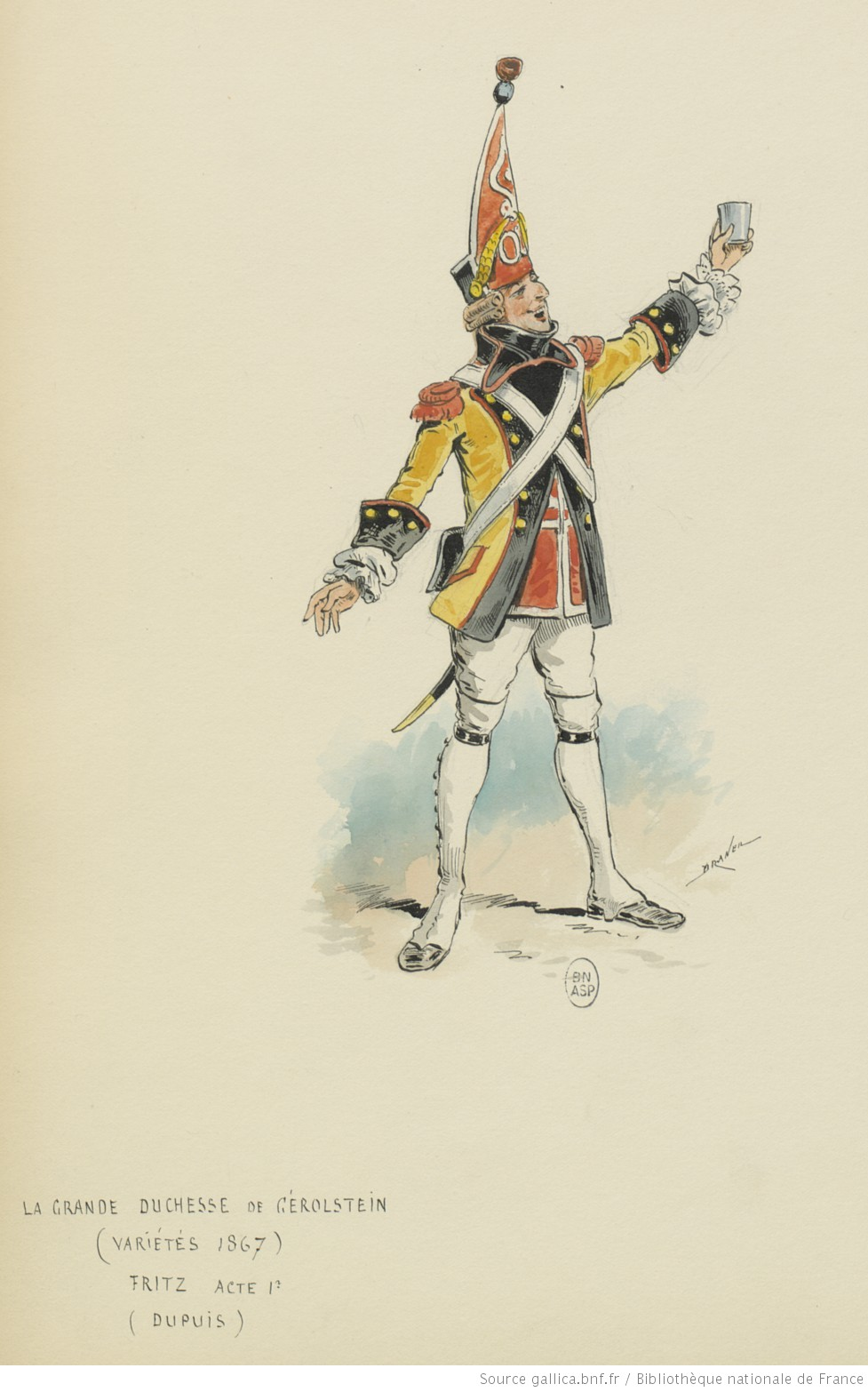
Fritz à l'acte I
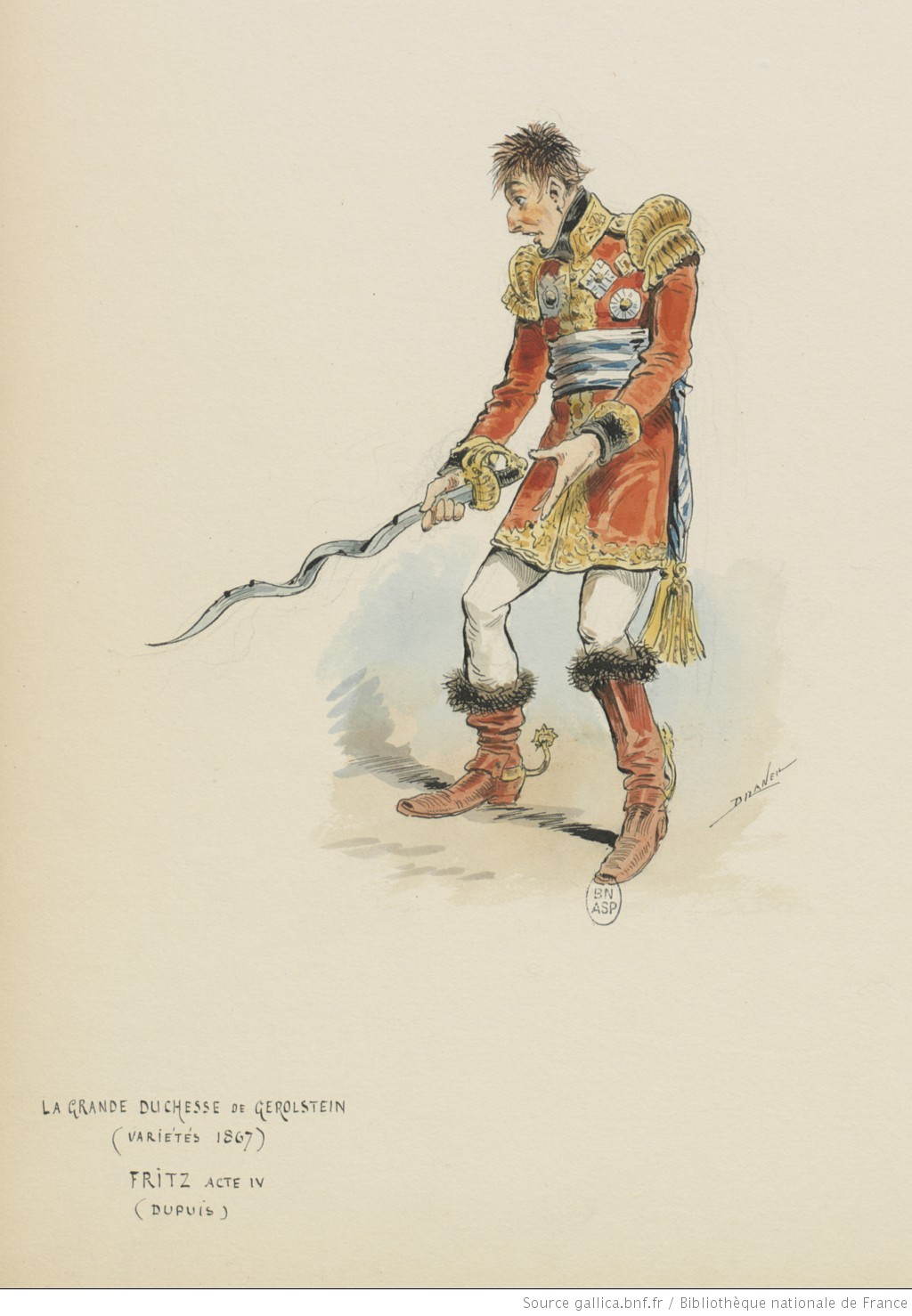
Fritz à l'acte IV
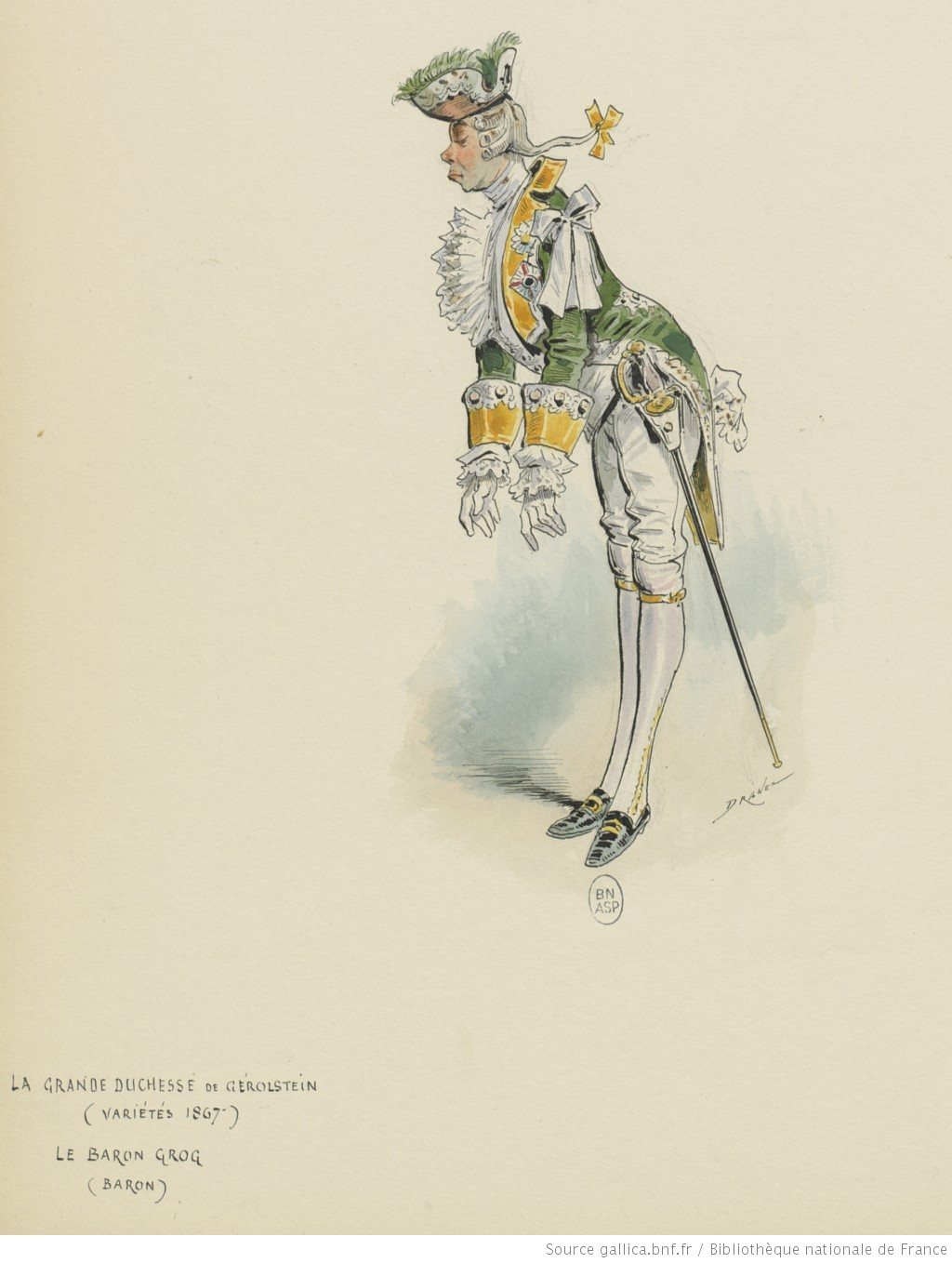
Grog
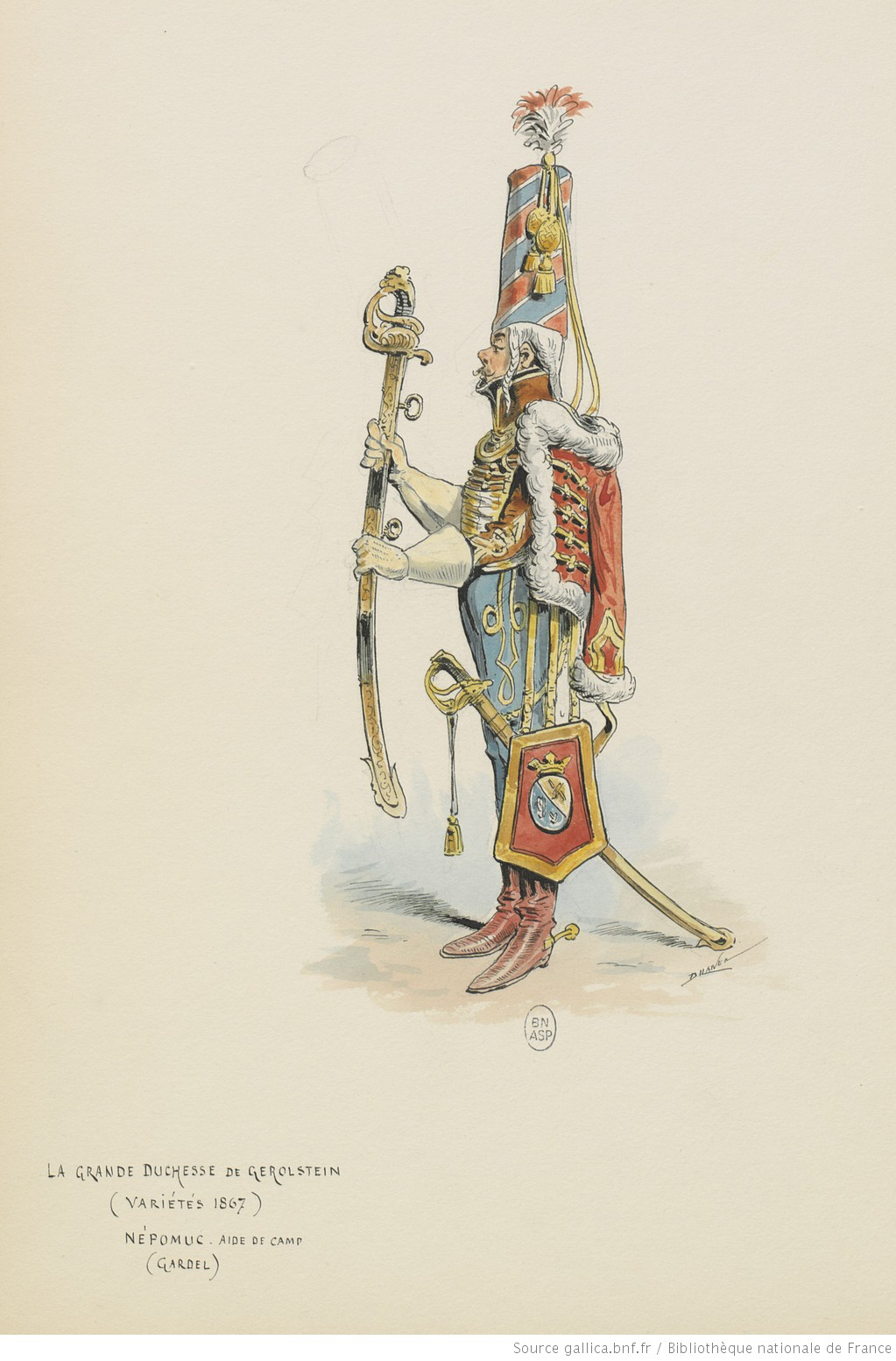
Népomuc
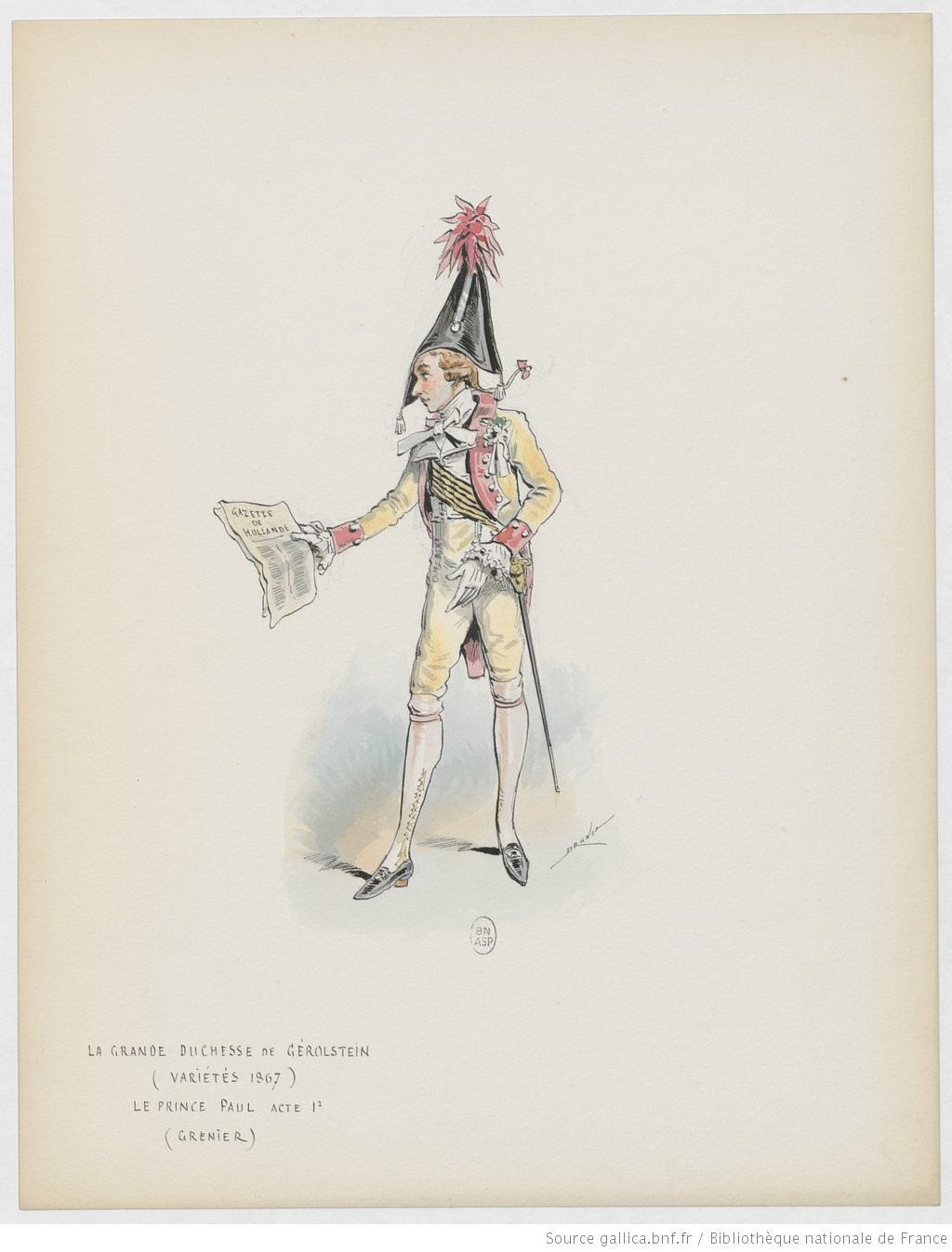
Paul à l'acte I
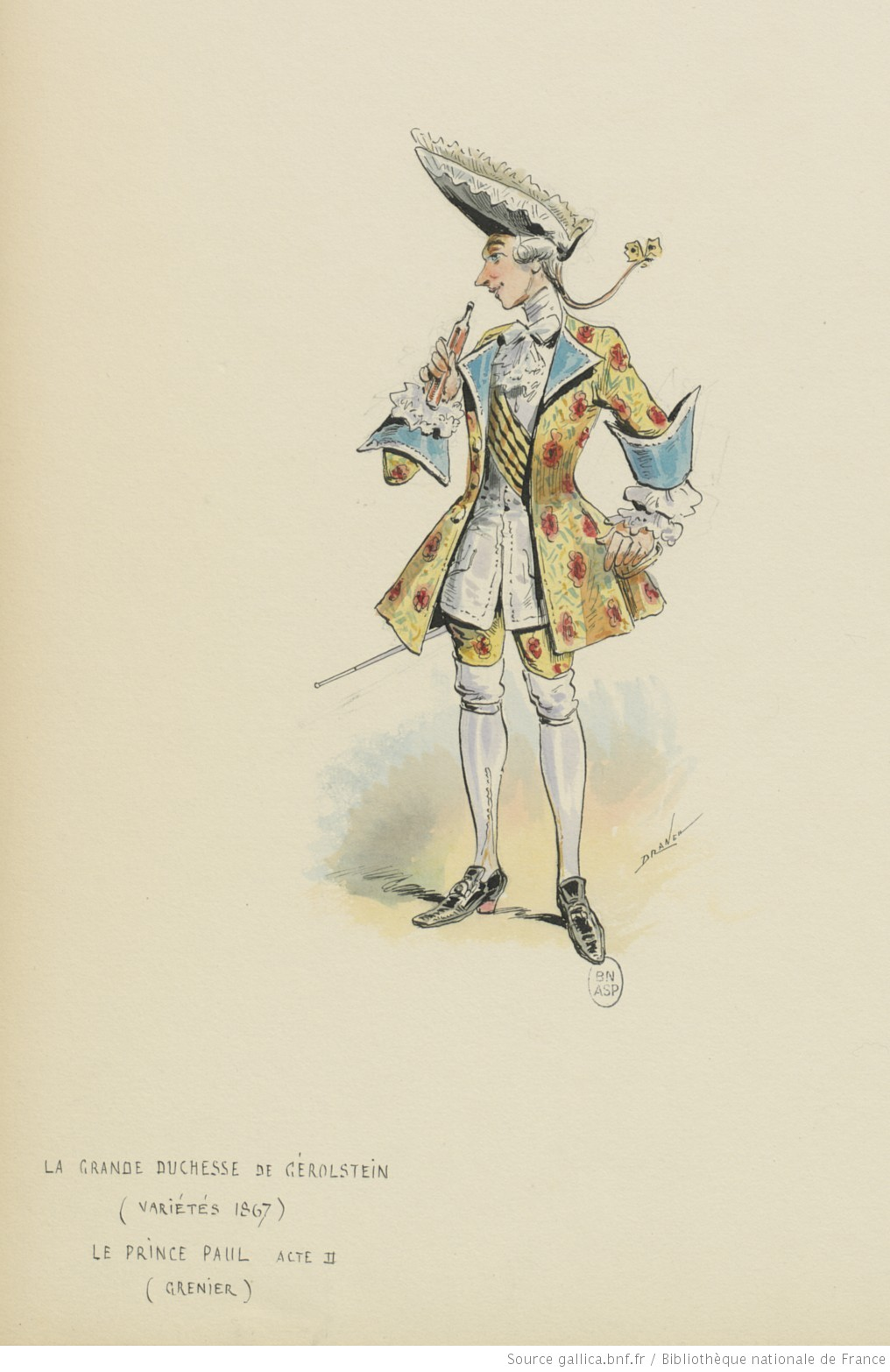
Paul à l'acte II
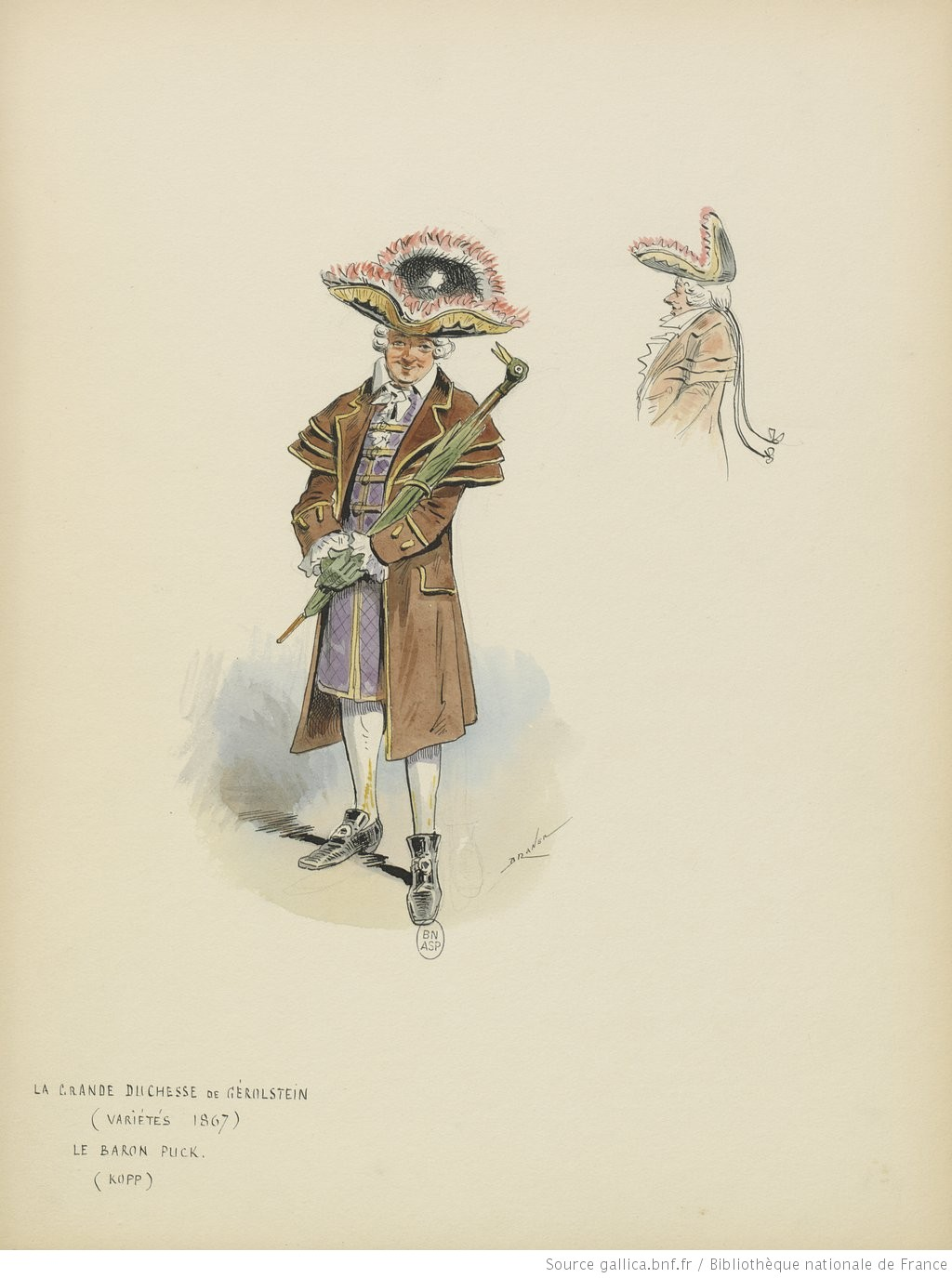
Puck

### Accueil
Dans ses carnets, Ludovic Halévy résume bien la réception du public lors de la création : « Le vendredi 12 avril à huit heures et demie, le rideau se levait aux Variétés sur le premier acte de La Grande-Duchesse de Gérolstein. (…) Dès les premiers mots et grâce, il faut le dire, à la verve incroyable de Couder [qui joue le général Boum], le feu se mettait à la salle et il ne s’est éteint que vers le milieu du second acte. Quel commencement ! Trop beau ! c’était trop beau ! Nous le sentions bien et nous étions à la fois ravis et effrayés de ce succès. Nous avions raison d’avoir peur. Le carillon de ma grand’mère est venu jeter de la glace sur cet enthousiasme et le troisième acte, avec la bénédiction des poignards, et les meules (ah que c’était mauvais), n’était pas de nature à remettre la salle en belle humeur. Et la pièce, après avoir commencé en grand succès, finissait à minuit et demi… il était difficile de dire comment. Les grands jugeurs de théâtre eux-mêmes étaient déroutés. Est-ce un grand succès ? est-ce un demi succès ? est-ce une chute ? Les avis étaient partagés et nos amis ne savaient que nous dire. »
À la première représentation, les couplets du général Boum au premier acte, et l’air à boire du deuxième tableau du troisième acte est bissé.
Eugène Tarbé note : « De ma vie je n’ai entendu rire et applaudir comme pendant ce premier acte », il « est rempli d’excellente musique ; peu importe si le genre est léger ; le talent est grand » mais il remarque qu’à « partir des couplets : Dites-lui qu’on l’a remarqué, chantés par mademoiselle Schneider avec une douceur exquise, la musique et la situation traînent un peu. » Il termine sa critique en conseillant : « La pièce est trop longue, et il y aurait aussi quelques coupures à faire dans la partition qui, très brillante et très mouvementée au début, devient un peu monotone à la fin. De très légers sacrifices consentis par les auteurs donneraient à leur nouvelle œuvre beaucoup plus d’éclat. »

### Critiques
« Après avoir fait cette critique de détail, il me reste à constater le très franc succès obtenu par ces habitués de la victoire MM. Halévy, Meilhac et Offenbach. De la gaieté, de la finesse et de la fantaisie, voilà leurs plus éminentes qualités. »

— Eugène Tarbé, Le Figaro, 14 avril 1867.

« Il est délicieux, ce premier acte, d'une fantaisie incroyable et d'une étincelante gaieté. C'est la charge la plus bouffonne qui puisse se rêver de la gloriole militaire, de ses plumets, de ses galons et de toutes ses fanfreluches. »

— Francisque Sarcey, in Francisque Sarcey, Quarante ans de théâtre (Feuilletons dramatiques), Bibliothèque des Annales, Paris 1901, p. 195. Critique datée du 15 avril 1867.

« La partition est une des plus lourdes que M. Offenbach ait écrites ; heureusement qu’elle n’est lourde que par la quantité de mélodies très-légères qui s’y trémoussent. »

— Gustave Bertrand, Le Ménestrel, 21 avril 1867.

« Il y fait chaud. Mais c'est très amusant, très joli et pas du tout canaille comme on le disait. »

— George Sand, Correspondance, édition de Georges Lublin, [lettre du 23 septembre 1867 à Lina Dudevant-Sand], tome XX, Garnier, 1985, p. 537 in Jean-Claude Yon, Jacques Offenbach, Gallimard, 2000, p. 352.

### Remaniements
Ludovic Halévy explique dans ses carnets les remaniements : « Les poignards et les meules, rien de plus simple que de les enlever. Cela fut fait dès le second jour, et notre dernier acte parut tout autre. Mais le carillon, comment nous en débarrasser ? Il finissait le deuxième acte, il le finissait mal, c’est vrai, mais il le finissait et un acte a besoin de finir. C’est là que mon père eut une idée triomphante. Vers le premier tiers se plaçait le trio de la conspiration : “Logeons-le donc et dès ce soir…”. Ce trio, merveilleusement chanté et dansé par Couder, Kopp et Grenier, avait fait un effet énorme le premier soir. Coupez le carillon et mettez le trio à la fin de l’acte, voilà le conseil de mon père. La chose d’abord nous paru impraticable et cependant, en deux heures de travail, nous en étions venus à bout… Nous avions même ajouté à l’excellente idée de mon père une idée aussi bonne : la rentrée de Schneider après le trio et la reprise de ce trio en quatuor. Ce changement a été essayé dès la troisième. Quel effet ! Plus qu’au premier acte. Nous étions sauvés. La Grande-Duchesse était un grand succès. »

## Succès

### À Paris

#### 200 représentations
Le Trio des conspirateurs et le Chœur des rémouleurs sont supprimés à la deuxième représentation, le Carillon à la troisième, permettant ainsi « un succès à tout casser » et 4 600 francs de recette pour le 16 avril 1867. La 8e représentation génère plus de 5 000 francs de recettes, les 60 premières représentations génèrent plus de 4 600 francs en moyenne. Cette moyenne passera à plus de 4 700 francs pour les 100 premières représentations.
Dès le 14 avril 1867, Le Figaro publie le texte du couplet du Sabre, puis le 18 avril le texte des couplets de La gazette de Hollande. Le 16 avril 1867, ce même quotidien publie la partition de La déclaration dans ses colonnes.
Le 21 avril, Le Ménestrel déclare que la pièce « est partie pour deux ou trois cents représentations » et, visionnaire, affirme déjà que les étrangers viendront à Paris non pour voir l’Exposition mais bien pour « admirer d’abord l’édition princeps et originale de ces grandes bouffonneries parisiennes ». Dans cet article, Gustave Bertrand s’enthousiasme : « Il me semble même que la musique offenbachienne triomphe plus follement que jamais et bat son plein. Elle n’avait encore rien eu d’aussi gai que le premier acte de la Grande-Duchesse. » Il poursuit : « Il y a bien du talent naturel partout dans cette musique endiablée (…). J’en dis autant du livret, où il y a des scènes du meilleur comique et bien des traits du meilleur aloi. »
Le 23 avril, les trois auteurs annoncent qu’ils versent 1 000 francs à la Caisse de l’association des artistes dramatiques « de la part des artistes des Variétés et du Palais-Royal (…), très faible témoignage de [notre] très grosse reconnaissance. »
Dès la fin avril 1867, des doublures sont prévues pour les rôles principaux. Le 26 avril 1867, la représentation est interrompue à la suite de la chute de Pierre-Eugène Grenier qui se brise la rotule du genou. Il est remplacé le lendemain par M. Aurèle  puis par M. Hittemans.
Le 7 août, l’œuvre atteint sa centième représentation et reste tout l’été à l’affiche, les spectateurs continuant à braver la « chaleur accablante ». La dernière et 200e représentation à Paris a lieu le 30 novembre 1867, quelques jours après la création de Robinson Crusoé, nouvelle œuvre de Jacques Offenbach, créé à l’Opéra-Comique le 23 novembre 1867.

#### La Grande-duchesse

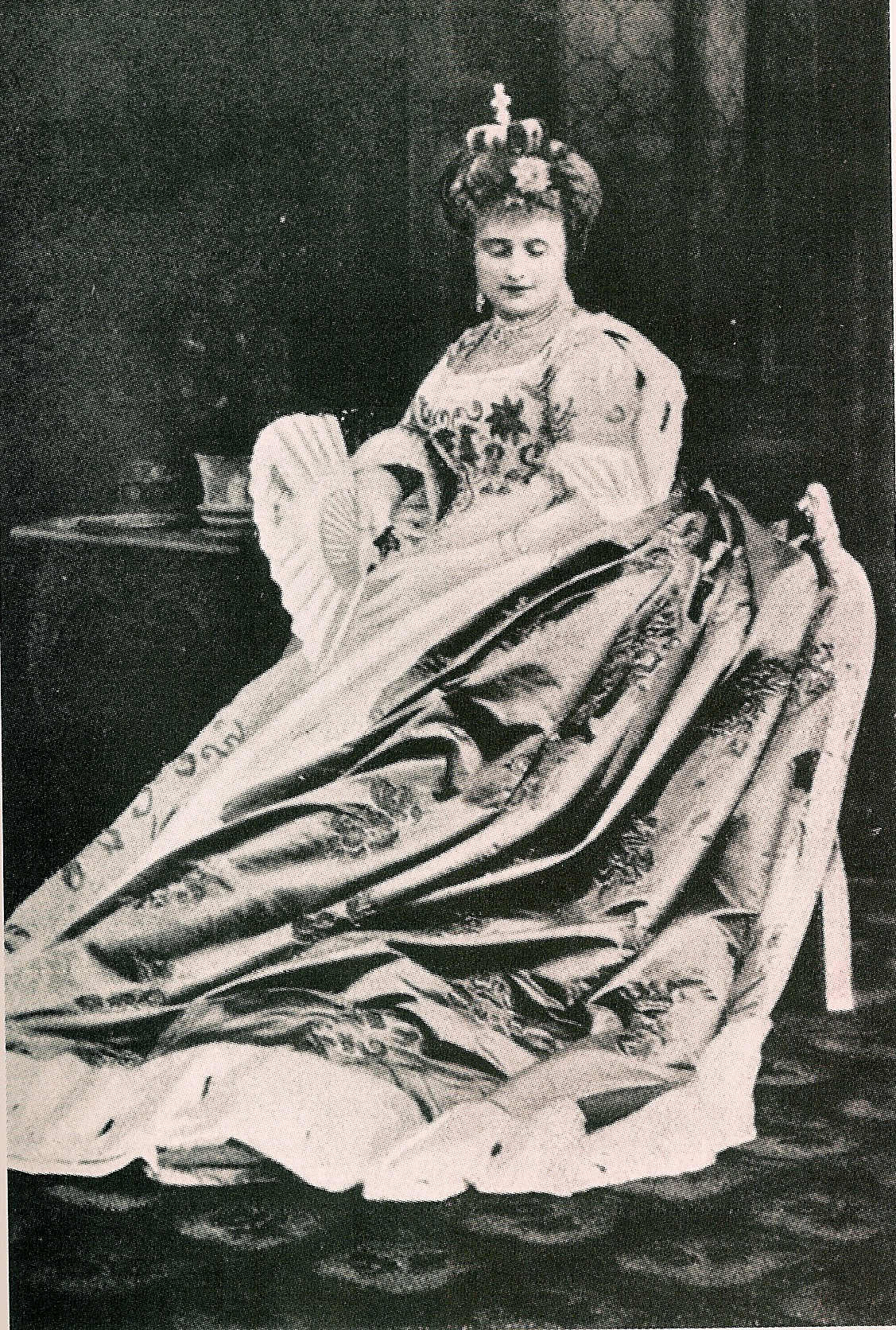
Hortense Schneider dans La Grande-Duchesse de Gérolstein

« Mlle Schneider est toujours l’héroïne accomplie de ces épopées carnavalesques ; sa voix est un peu fatiguée ; sa verve est infatigable » note Le Ménestrel du 21 avril 1867. Visitée par l’ensemble des têtes couronnées, Hortense Schneider sera assimilée a son rôle, Le Figaro écrira, par exemple : « La Grande-duchesse de Gérolstein, fatiguée des grandeurs, blasée sur les courbettes, est allée hier, – incognito – se promener à Bougival. Après un bain délicieux pris devant Maurice, la gracieuse souveraine est revenue à Paris, où elle a chanté de sa voix la plus fraîche l’opéra-bouffe en vogue. »

#### Hôtes prestigieux
Le 25 avril 1867, l’empereur Napoléon III assiste à la représentation.
Le 13 mai 1867, c’est le prince de Galles qui assiste à la représentation. Ce même soir, le journal remarque « dans l’auditoire madame de Galliffet et madame la duchesse de Manchester ».
Le 1er juin 1867, c’est l’empereur de Russie et ses deux fils, venus pour l'exposition universelle, qui assistent à la représentation. Ils avaient fait réserver leurs places durant leur voyage, depuis Cologne ! et le 7 juin se retrouvent au café anglais pour un dîner avec le roi Guillaume Ier de Prusse, le comte de Bismarck, ministre-président de Prusse et qui entra dans l'histoire sous le nom de (Dîner des Trois Empereurs)
Le 11 juin 1867, c’est le comte de Bismarck qui assiste à la représentation. Albert Wolff écrit : « Le ministre prussien s’est, d’ailleurs, amusé beaucoup ; il a, à plusieurs reprises, applaudi Hortense Schneider ainsi que les trois insensés commandés par le général Boum. »
Le 19 juillet 1867, le vice-roi d’Égypte assiste pour la troisième fois à la représentation de La Grande-Duchesse de Gérolstein.
Le 1er août, c’est le roi du Portugal, Louis Ier qui assiste à la représentation.
Le 6 août, c’est le roi de Suède, Charles XV et le grand-duc Constantin qui assistent à la représentation.
L'empereur François-Joseph d'Autriche fera figure d'exception en n'allant pas voir La Grande-Duchesse de Gérolstein durant ses passages à Paris. Jules Prével note dans Le Figaro : « Si l’empereur d’Autriche ne l’a pas honorée de sa présence, tout en s’étant fait deux fois annoncer, c’est que le temps lui a manqué, et que, d’ailleurs, il avait déjà vu à Vienne cette séduisante personne. »

### À l’étranger
Le 11 mai 1867, Le Figaro rapporte les propos de L’Europe qui annonce que la censure s’oppose à la représentation à Vienne de La Grande-Duchesse de Gérolstein parce qu’il s’agit d’une « une satire par trop sanglante de… l’armée autrichienne », vaincue l'année précédente par l'armée prussienne. Le 16 mai 1867, Le Figaro fait paraître la dépêche d’Hippolyte de Villemessant depuis Vienne : « Première Grande-Duchesse triomphale. – Offenbach rappelé, acclamé. – Conduisait. Sabre du père exalté. – Foule enthousiaste. » Dès le 1er juin 1867, Le Figaro propose un compte-rendu plus complet : « On voulait bisser tous les morceaux, et, si les artistes avaient cédé aux acclamations du public, le spectacle, qui a déjà dépassé de trente cinq minutes l’heure réglementaire de 10 heures, aurait fini à plus de 11 heures. Plus de deux cents figurants, soldats, dames de la suite de la grande-duchesse et une bande de musique militaire, occupent la scène au premier et au second actes, et le coup d’œil en est magnifique. Le carillon, qui a été supprimé à Paris à la fin de ce second acte, est dansé avec un grand entrain par les artistes, auxquels s’adjoignent des danseuses du théâtre : il a été applaudi avec enthousiasme. Jamais encore pareille fête n’avait été faite à Offenbach, qui a dû paraître six fois sur la scène, acclamé par la salle entière. »
Le 14 mai 1867, Le Figaro annonce que c’est le « théâtre des Galeries Saint-Hubert qui monte[ra] La Grande-Duchesse de Gérolstein » à Bruxelles. Le Figaro du 6 juin 1867 cite les comptes-rendus : « Même appréciation qu’ici pour le poème ; éloges unanimes du premier acte. Enthousiasme raisonné de la musique d’Offenbach. » En août 1867, Jacques Offenbach assiste à la 54e représentation où il est « reconnu et acclamé ». Le théâtre ferme le 15 août 1867 à la 70e représentation.
Durant l’automne, elle est créée à New-York, mais aussi à Baden-Baden, Copenhague, Liège et Londres.

### En province
Durant l'automne 1867, des productions de La Grande-Duchesse de Gérolstein sont montées à Bordeaux, Marseille, Toulouse, Lille, Lyon, Toulon, Rouen, Boulogne-sur-Mer, Nantes, Vienne,, Strasbourg, Nancy, Montpellier, Grenoble, Metz, Versailles, Châlons-en-Champagne, Épernay et Vitry.

## Résumé

### Acte I
Vers 1720, au Grand-duché de Gérolstein (un pays imaginaire, bien qu'une ville allemande porte ce nom), gouverné par une Grande-duchesse d'âge mûr, soldats et cantinières s'affairent dans le camp, lorsqu'arrive Fritz, un jeune et beau soldat, triste de devoir partir à la guerre et de quitter sa bien-aimée Wanda.
Arrive alors le général Boum qui entend faire régner la discipline dans son camp en commençant par consigner Fritz. Une fois les soldats et le général partis, Fritz reste seul lorsqu'arrive Wanda, à qui il ne peut répondre en raison de la consigne. Heureusement pour lui, « la consigne ne défend pas d'embrasser » et c'est ce qu'il fait. Il est toutefois surpris par le général Boum.
Arrivent alors les soldats prêts pour la revue de la Grande-duchesse qui « aime les militaires » et est charmée par ce jeune soldat qu'elle nomme en très peu de temps et comme par caprice caporal, puis sergent, puis lieutenant, puis capitaine. Elle chante avec lui la chanson du régiment. Une fois les soldats partis, arrive le prince Paul, seigneur d'un pays étranger qui doit épouser la Grande-duchesse, laquelle ne semble pas pressée de l'avoir pour époux.
Paul lui exhibe une gazette de Hollande dont il est la risée en raison des incessants refus de la grande-duchesse qui se défile de nouveau, prétextant un manque de temps. Arrivent alors les soldats et les femmes qui leur disent au revoir. Fritz, devenu Général-en-chef sur un caprice de la souveraine, se voit remettre le sabre du père de celle-ci. Le prince Paul, le général Boum et le baron Puck, évincés par ces faveurs, jurent de se venger. Enfin l'armée s'en va, menée par Fritz.

### Acte II
Les demoiselles d'honneur de la Grande-duchesse reçoivent, de la part de l'aide de camp Népomuc, les lettres de leurs amoureux et apprennent que la campagne militaire est terminée. Fritz revient victorieux et narre ses exploits guerriers à une Grande-duchesse en extase. Celle-ci tente de lui faire comprendre de manière à peine voilée qu'elle l'aime, mais Fritz ne comprend absolument rien aux allusions de la Duchesse. Les trois conjurés peaufinent leur plan de vengeance, projetant d'attaquer Fritz en pleine nuit par un corridor secret qui servit autrefois de passage aux assassins du comte Max, amant de la grand-mère de la grande-duchesse. La Grande-duchesse les surprend et leur apprend qu'elle veut également participer à la conjuration, furieuse que Fritz lui préfère Wanda.

### Acte III

#### Tableau I
La Grande-duchesse et le général Boum chantent les grandes leçons d'un passé si semblable à leur actuelle conjuration. Arrivent les conjurés, au nombre de 18, parmi lesquels Paul, Boum, Puck et Népomuc. Survient alors un nouveau personnage, le baron Grog, de la cour du père du prince Paul, et c'est de lui que s'amourache immédiatement la Grande Duchesse qui finalement ne tient plus à se venger de Fritz dont on célèbre les noces. Par vengeance, le jour de ses noces, Fritz est envoyé combattre au beau milieu de la nuit, toujours avec le sabre du père de la Duchesse. Il ignore qu'il va rencontrer un vieil homme, cocufié par le général Boum, qui le guette pour lui donner des coups de bâton.

#### Tableau II
Au camp militaire, la cour se réjouit du mariage de la Grande-Duchesse et du prince Paul. La Grande-Duchesse chante une chanson à boire qui narre les histoires de son aïeul et de son célèbre grand verre. Fritz revient défait et bastonné de sa nouvelle et très brève campagne : il est la risée de tous. La Grande-Duchesse lui reprend tous ses titres civils et ses grades militaires pour les attribuer au baron Grog jusqu'à ce que celui-ci lui révèle qu'il a déjà une femme et quatre enfants. La Grande-Duchesse rend alors à Boum le panache, à Puck le pouvoir, accepte d'épouser le prince Paul et conclut : « quand on n'a pas ce que l'on aime, il faut aimer ce que l'on a ».

## Partition
La pièce ayant trouvé sa forme définitive à la 3e représentation, la version piano-chant publiée par Brandus et parue en 1867 et dont la table est reproduite ci-dessous comporte des indications de changement. La version Offenbach Édition Keck (OEK), établie par Jean-Christophe Keck présente les trois versions principales : la version originelle qui correspond à peu près à la création ; la version parisienne, qui est la forme dans laquelle l'œuvre s'est stabilisée et a connu le succès ; enfin la version de Vienne.
| N°                       | Titre                                |                                           | Indications de changement | Notes de la version OEK |
| ------------------------ | ------------------------------------ | ----------------------------------------- | --- | --- |
| Acte I                   |                                      |                                           | | |
|                          | Ouverture                            |                                           | | |
| 1. a.                    | Chœur de soldats                     | En attendant que l’heure sonne            | | |
| 1. b.                    | Chanson de Fritz                     | Allez, jeunes filles, dansez et tournez ! | Modification « avant le second couplet de Fritz » | |
| 1. c.                    | Piff, paff, pouff                    | À cheval sur la discipline                | | |
| 1 (bis).                 | Chœur de sortie                      | Et Piff, paff, pouff, et Tara papa poum   | | |
| 2.                       | Duo de Fritz et Wanda                | Me voici, me voici !                      | « 1° On coupe les 3 mesures d'introduction. 2° On coupe 8 mesures. 3° On compte 49 mesures. »                                                                         | La version originelle comporte beaucoup de musique inédite, coupée à Paris ou à Vienne. La version de Vienne reprend un récitatif abandonné par Offenbach lors de la création parisienne. |
| 3. a.                    | Chœur                                | Portez armes                              | « 1° On coupe 8 mesures de ritournelle et le récitatif de la G[ran]de Duchesse qu'on remplace par la musique suivante. 2° On coupe 15 mesures. »                      | À partir de la version originelle, Offenbach a opéré certaines coupures et aménagements pour la création parisienne (modification du récitatif et coupures) et pour Vienne (transposition du Rondo pour soprano de Fa en La). |
| 3. b.                    | Rondeau de la Grande-Duchesse        | Ah ! que j'aime les militaires            | | À partir de la version originelle, Offenbach a opéré certaines coupures et aménagements pour la création parisienne (modification du récitatif et coupures) et pour Vienne (transposition du Rondo pour soprano de Fa en La). |
| 4                        | Chanson du Régiment                  | Ah ! c'est un fameux régiment             | | La version de Paris est en Ré (pour mezzo), alors que la version de Vienne est en Fa (pour soprano). |
| 4 (bis).                 | Chœur de sortie                      | Sonnez donc la trompette                  | | La version de Paris et en Ré alors que la version de Vienne est en Fa. |
| 5                        | Chronique de la Gazette de Hollande  | Pour épouser une princesse                | « (2 mesures au lieu d'une) » | |
| 6. a.                    | Chœur de Soldats                     | Ils vont tous partir                      | « 1° On compte 39 mesures » | Toute la partie centrale de ce final fut coupée à la création parisienne. Par ailleurs, certains passages de la version viennoise sont totalement différents. Notamment, le 6c. "Vous pouvez sans terreur" suivi de l'ensemble "Je serai vainqueur" est coupé à Vienne qui enchaîne le défilé militaire directement après les couplets du sabre ; cependant, le passage "Adieu, je pars" est conservé à Vienne alors qu'il est supprimé à Paris, témoignant d'une volonté manifeste d'équilibrage musical entre les deux versions. |
| 6. b.                    | Couplets du sabre                    | Voici le sabre de mon père                | « 2° On coupe la ritournelle après le 1er couplet seulement. » | Toute la partie centrale de ce final fut coupée à la création parisienne. Par ailleurs, certains passages de la version viennoise sont totalement différents. Notamment, le 6c. "Vous pouvez sans terreur" suivi de l'ensemble "Je serai vainqueur" est coupé à Vienne qui enchaîne le défilé militaire directement après les couplets du sabre ; cependant, le passage "Adieu, je pars" est conservé à Vienne alors qu'il est supprimé à Paris, témoignant d'une volonté manifeste d'équilibrage musical entre les deux versions. |
| 6. c.                    | Départ de l'armée                    | Vous pouvez sans terreur                  | | Toute la partie centrale de ce final fut coupée à la création parisienne. Par ailleurs, certains passages de la version viennoise sont totalement différents. Notamment, le 6c. "Vous pouvez sans terreur" suivi de l'ensemble "Je serai vainqueur" est coupé à Vienne qui enchaîne le défilé militaire directement après les couplets du sabre ; cependant, le passage "Adieu, je pars" est conservé à Vienne alors qu'il est supprimé à Paris, témoignant d'une volonté manifeste d'équilibrage musical entre les deux versions. |
| Acte II                  |                                      |                                           | | |
| 7.                       | Entr'acte                            |                                           | | |
| 8. a.                    | Chœur des demoiselles d'honneur      | Enfin, la guerre est terminée             | | |
| 8. b.                    | Couplets des lettres                 | Je t'ai sur mon cœur                      | | |
| 9. a.                    | Retour de la guerre                  | Après la victoire                         | | Quelques divergences apparaissent entre les versions originelle, de Paris et de Vienne. |
| 9. b.                    | Rondo de Fritz                       | En très-bon ordre nous partîmes           | | Quelques divergences apparaissent entre les versions originelle, de Paris et de Vienne. |
| 9 (bis).                 | Chœur de sortie                      | La, la, la, la, la                        | | |
| 10.                      | Duetto et déclaration                | Oui, général                              | « 1° On commence le Duo à la page 165 en le transposant ½ ton au-dessous. Continuez ainsi jusqu'à la fin de la déclaration. À partir de là comme dans la partition. » | La version originelle comporte une première partie inédite. Dans la version originelle, la Déclaration est en Mi majeur, alors qu’elle est en Mi bémol dans la version de Paris et en Sol dans la version de Vienne. Cette transposition occasionne évidemment d’importants changements musicaux dans les récitatifs qui l’entourent. |
| 10.                      | Duetto et déclaration                | Dites-lui qu'on l'a remarqué              | « 1° On commence le Duo à la page 165 en le transposant ½ ton au-dessous. Continuez ainsi jusqu'à la fin de la déclaration. À partir de là comme dans la partition. » | La version originelle comporte une première partie inédite. Dans la version originelle, la Déclaration est en Mi majeur, alors qu’elle est en Mi bémol dans la version de Paris et en Sol dans la version de Vienne. Cette transposition occasionne évidemment d’importants changements musicaux dans les récitatifs qui l’entourent. |
| 10 (bis).                | Mélodrame                            |                                           | | |
| 11.                      | Trio bouffe et Ballade               | Ne devinez-vous pas ?                     | | Dans la version originelle, ainsi que dans la version de Vienne, ce numéro figure entre les numéros 8 bis et 9. |
| 11.                      | Trio bouffe et Ballade               | Max était soldat de fortune               | | Dans la version originelle, ainsi que dans la version de Vienne, ce numéro figure entre les numéros 8 bis et 9. |
| 12.                      | Mélodrame et finale                  |                                           | | Alors que la version de Paris présente un petit final d’une quarantaine de mesures, la version originelle est un numéro des plus copieux. La version de Vienne est en quelque sorte une version résumée de la version originelle, comportant les changements nécessaires à la transposition du rôle de la Grande-Duchesse en soprano. |
| Acte III ( 1 er Tableau) |                                      |                                           | | |
| 13.                      | Entr'acte                            |                                           | | La seconde partie de cet intermède est totalement différente dans chacune des trois versions. |
| 14.                      | Duetto. – La Grande-Duchesse et Boum | Ô grandes leçons du passé !               | | La Méditation de la Grande-Duchesse fut remplacée lors de la création française, par un duetto entre la Grande-Duchesse et le général Boum. En revanche, ce numéro fut supprimé dans la version de Vienne. |
| 15. a.                   | Conjuration                          | Sortez, sortez de ce couloir              | « à la représentation on passe tout ce numéro » | Cette importante scène parodique, coupée lors de la création parisienne (et non rétablie à Vienne) figure seulement dans le manuscrit autographe. Comme d’autres numéros de la pièce, elle avait pourtant bénéficié de la gravure (partielle) dans la partition chant-piano publiée par Brandus et Dufour en 1867. Mais en revanche, le matériel d’orchestre, gravé peu de temps après, n’en faisait pas cas. |
| 15. b.                   | Chant des rémouleurs                 | Tournez, tournez, manivelles              | | Cette importante scène parodique, coupée lors de la création parisienne (et non rétablie à Vienne) figure seulement dans le manuscrit autographe. Comme d’autres numéros de la pièce, elle avait pourtant bénéficié de la gravure (partielle) dans la partition chant-piano publiée par Brandus et Dufour en 1867. Mais en revanche, le matériel d’orchestre, gravé peu de temps après, n’en faisait pas cas. |
| 15 (bis).                | Mélodrame                            |                                           | | |
| 15 (ter).                | Mélodrame                            |                                           | | |
| 16.                      | Chant nuptial                        | Nous amenons la jeune épouse              | « on passe 8 mesures » | L’édition restitue un passage central de ce numéro, figurant seulement dans la version originelle. |
| 17.                      | Nocturne                             | Bonne nuit, monsieur !                    | | |
| 18. a.                   | Couplets des mariés                  | Faut-il, mon Dieu, que je sois bête !     | | S’il n’existe que quelques mesures coupées entre la version originelle et celle de Paris, la version de Vienne est en revanche beaucoup plus courte. |
| 18. b.                   | Sérénade                             |                                           | | S’il n’existe que quelques mesures coupées entre la version originelle et celle de Paris, la version de Vienne est en revanche beaucoup plus courte. |
| 18. c.                   | À cheval !                           | À cheval ! vite, monsieur le général !    | | S’il n’existe que quelques mesures coupées entre la version originelle et celle de Paris, la version de Vienne est en revanche beaucoup plus courte. |
| Acte III ( 2 e Tableau)  |                                      |                                           | | |
| 19.                      | Entr'acte                            |                                           | | La version de Vienne comporte un seul tableau à l’acte 3. Cet intermède n’y figure donc pas. |
| 20. a.                   | Chœur de noce                        | Au repas comme à la bataille              | | La version de Vienne comporte certaines coupures dans le Chœur de noces, mais surtout, la Légende du verre y est présentée dans une version pour soprano (en Sol, alors qu’elle est en Mi à Paris). Ceci implique quelques modifications dans le récitatif qui la précède. |
| 20. b.                   | Légende du Verre                     | Il était un de mes aïeux                  | | La version de Vienne comporte certaines coupures dans le Chœur de noces, mais surtout, la Légende du verre y est présentée dans une version pour soprano (en Sol, alors qu’elle est en Mi à Paris). Ceci implique quelques modifications dans le récitatif qui la précède. |
| 21.                      | Retour et complainte du général      | Voici revenir mon pauvre homme            | | Il existe tout d’abord deux versions totalement différentes de la Complainte de Fritz. Les deux figurent dans le manuscrit autographe, Offenbach ayant certainement fait une substitution lors des répétitions de la pièce, et ayant aussi composé une petite scène musicale supplémentaire pour illustrer le retour du général battu. Quant à la version de Vienne, elle ne prend plus en compte la scène de retour, et présente seulement la Complainte, transposée un ton plus bas.                                             |
| 21.                      | Retour et complainte du général      | Eh bien, altesse, me voilà !              | | Il existe tout d’abord deux versions totalement différentes de la Complainte de Fritz. Les deux figurent dans le manuscrit autographe, Offenbach ayant certainement fait une substitution lors des répétitions de la pièce, et ayant aussi composé une petite scène musicale supplémentaire pour illustrer le retour du général battu. Quant à la version de Vienne, elle ne prend plus en compte la scène de retour, et présente seulement la Complainte, transposée un ton plus bas.                                             |
| 22.                      | Finale                               | Enfin j'ai repris le panache              | | Ces deux versions de ce court final diffèrent totalement. À Paris, Offenbach a choisi de terminer son opéra-bouffe par le motif de la Légende du verre, alors qu’à Vienne, il reprend in texto les Couplets du Sabre. |

## Citations et emprunts
- La Chambre rouge, nom primitif de La Grande-Duchesse de Gérolstein, est aussi le nom d’un drame en 6 actes de Théodore Anne et d'Auguste Maquet créé en 1852. Les librettistes ne semblent pas s’en être beaucoup inspiré.

- Le nom de Gérolstein provient des Mystères de Paris, roman d'Eugène Sue paru en feuilleton en 1842 et 1843. Dans ce roman, le personnage Rodolphe est grand-duc de Gérolstein.

- L’histoire du comte Max pourrait être inspirée du roman Le Secrétaire intime de George Sand paru en 1834 et dans lequel on peut lire, par exemple : « Max était l’amant de Son Altesse. (…) Mais une nuit, à souper, (…) il lui arriva de débiter je ne sais quelle rodomontade en présence de Son Altesse. (…) Il ne reparut jamais, on n’a jamais entendu parler de lui ; il paraît que ce fut un assassinat fort bien exécuté. »[60]

- En 1856, dans l'opéra-bouffe Le Financier et le Savetier de Jacques Offenbach, Hector Crémieux mentionnait un prince de Gérolstein qui, comme le dit le personnage d'Aubépine, « est dans un livre que nous traduisons à la pension ».

- Au N° 9, Fritz fait mention de La Mère Godichon. Il s'agit d'une chanson populaire, citée par exemple dans les Mémoires de l’Académie des colporteurs imprimé en 1748. Elle a fait l’objet d’une adaptation en vaudeville en 1840 par Lubize et Michel Delaporte.

- Au N° 18, lorsque Fritz chante « Ah quel plaisir d’être soldat ! », il cite le texte du N°1 de La Dame blanche de François Adrien Boieldieu créée en 1825.

- La dernière réplique de la pièce, « Quand on n’a pas ce que l’on aime, il faut aimer ce que l’on a », est de Roger de Bussy-Rabutin dans sa lettre à Madame de Sévigné du 23 mai 1667. Offenbach la réemploiera en 1878 dans les couplets de Manoëla de Maître Péronilla.

## Discographie
Versions intégrales
- ? : Suzanne Lafaye, Michèle Raynaud, Jean Aubert, Henri Bédex, sous la dir. de Jean-Claude Hartemann - Decca Carrère 67-755. Réédité par Universal/Accord 465 871-2 (2 CD)

- 1958 : Eugénie Zareska, André Dran, John Riley, sous la dir. de René Leibowitz - Urania US-5115 (enregistré en 1958). Réédité par Preiser en 2004 (2 CD)

- 1977 : Régine Crespin, Mady Mesplé, Alain Vanzo, Robert Massard, Charles Burles, sous la dir. de Michel Plasson - CBS 79-207, 1977. Réédité par Sony Classical SM 2K-62583 (2 CD)

- 2004 : Felicity Lott, Sandrine Piau, Yann Beuron, Franck Leguérinel, Éric Huchet, François Le Roux, Les Musiciens du Louvre, sous la dir. de Marc Minkowski, mise en scène de Laurent Pelly, 2005 - Virgin Classics 7243-5-45734-2-2 (enregistré en décembre 2004). Disponible aussi en DVD. Version incluant des parties coupées après les premières représentations.

Extraits
- Éliane Lublin, Raymond Amade, Jean-Christophe Benoît, sous la dir. de Jean-Pierre Marty - EMI C-057-11659

## Productions notables
- Théâtre du Châtelet, décembre 2004, sous la direction de Marc Minkowski, dans une mise en scène et des costumes rétrofuturistes de Laurent Pelly et un décor de Chantal Thomas, avec notamment Felicity Lott (la Grande-duchesse), Sandrine Piau (Wanda), Yann Beuron (Fritz) et Franck Leguérinel (le Baron Puck).